# 楊起元 (欒城)
楊起元（1530年—？年），字體仁，號安斋，直隸真定府欒城縣人，明朝政治人物。

## 生平
嘉靖三十七年（1558年）戊午科順天府鄉試第七十四名舉人，嘉靖三十八年（1559年）己未科三甲一百三十七名進士。授山西洪洞縣知縣，累升兵部郎中，隆慶二年（1568年）官山东莱州府知府，隆慶六年（1571年）闰二月升陝西按察司副使、临巩兵备，万历元年八月被阅臣王遴题参，降调。四年正月復除贵州副使。

## 家族
曾祖父楊馨，曾任教諭；祖父楊鸞；父楊時雍。母程氏。